# TurboSPARC
TurboSPARC (ターボ・スパーク)は、富士通マイクロエレクトロニクス社 (FMI)が開発したSPARC V8命令セットアーキテクチャ（ISA）を実装したマイクロプロセッサである。 FMI社は、カリフォルニア州サンノゼにあった日本の多国籍企業である富士通米国子会社。これは、主にサン・マイクロシステムズのmicroSPARC-IIベースのSPARCstation 5ワークステーションのアップグレードとして開発されたローエンドのマイクロプロセッサであった。 1996年9月30日に導入され、170 MHzバージョンの価格は、1,000個購入する場合1つあたり499米ドルだった。1997年後半にはUltraSPARC IIiがローエンドSPARC市場の後を継いだが、TurboSPARCはその後も入手可能だった。
TurboSPARCを採用したのは、Force Computers、富士通、RDI Computer、Opus Systems、Tadpole Technologies、Tatung Science and Technology、Themis Computersであった。富士通はSPARCstation 5アップグレードキットの160MHzバージョンを搭載し、他の会社は170MHzバージョンをワークステーション、ノートブック、組み込みコンピュータに搭載した。
170 MHz のTurboSPARCの性能は120 MHz Intel Pentiumのものと同様であった。110 MHz microSPARC-IIと比較した場合は、整数演算で2倍の性能と、浮動小数点演算で1.5倍の性能を備えていた。

## 説明
TurboSPARCは、単純なスカラー順序設計であった。フェッチ段階では、16KBの直接マップされた命令キャッシュから2つの命令がフェッチされる。デコード段階で、1つの命令がデコードされ、そのオペランドがレジスタファイルから読み取られる。実行はステージ3で始まる。 TurboSPARCには、整数ユニットと浮動小数点ユニットがあった。乗算と除算を除くほとんどの整数算術命令には、シングルサイクルのレイテンシがある。乗算と除算はFPUが実行した。乗算のレイテンシーは7サイクルだった、除算のレイテンシーは8〜33サイクルだった。除算と平方根を除くほとんどの浮動小数点算術命令には、4サイクルのレイテンシがあった。
メモリアクセスはステージ4で発生する。 TurboSPARCには16KBのデータキャッシュがある。キャッシュは直接マップされ、ライトバック書き込みポリシーを使用する。データキャッシュヒットが発生した場合、データは同じサイクルで返され、ステージ5でエラーがないかチェックされる。整数演算の結果とロードは、ステージ6の間にレジスタファイルに書き込まれる。より多くのサイクルを要する浮動小数点命令は、ステージ7までに完了し、ステージ8の間に浮動小数点レジスタファイルに書き込まれる。
TurboSPARCには、L2キャッシュ、メモリ、AFXインターフェイス、およびSBusインターフェイス用の統合コントローラーがあった。 256 KB、512 KB、または1MBの外部L2キャッシュがサポートされていた。キャッシュは内部クロック周波数 (170MHz)の半分 (85 MHz)または3分の1 (56.67 MHz)で動作した。直接マッピングされ、32バイトの行サイズがあり、ライトスルー書き込みポリシーが使用されていた。パリティ保護されていた。キャッシュは、12 nsのパイプラインバーストスタティックランダムアクセスメモリ（PBSRAM）から構築された。メモリコントローラーは、8つのバンクで8〜256 MBの高速ページモード（FPM）DRAMをサポートしていた。 L2キャッシュとメモリは、72ビット幅のバスであるシステムバスを使用してアクセスされた。そのうち64ビットはデータ用だった。
AFXインターフェイスにより、AFXグラフィックカードがメモリに直接アクセスできるようになった。キャッシュおよびメモリコントローラーと同じデータバスを共有するが、独自の制御ラインを使用する。 SBusコントローラーには、独自の16エントリの入力/出力変換ルックアサイドバッファーがあった。 TurboSPARCは16.67 MHzから25 MHzのSBus周波数をサポートした。 TurboSPARCはマルチプロセッサ対応ではなかった。
TurboSPARCには300万個のトランジスタが含まれ、サイズは11.5mm x11.5mm、ダイ面積が132.25mm 2であった。 これは、富士通がCS-60ALEプロセスで0.35 µm4レベル金属CMOSプロセスで製造したもだった。  TurboSPARCは、416ボールのプラスチックボールグリッドアレイ（PBGA）にパッケージ化されていた。 3.3 V電源を使用し、最大消費電力は9Wだった。